# ロベルト・チェコン
ロベルト・チェコン（Roberto Cecon 1971年12月28日- ）はイタリアのウーディネ県ジェモーナ・デル・フリウーリ出身の元スキージャンプ選手。1987年から2003年までの16年間ワールドカップに出場した。その間スキージャンプ・ワールドカップで6勝、サマーグランプリでも1勝を挙げ1994－95年シーズンはシーズン総合2位となっている。
彼はその輝かしい業績にもかかわらずイタリアでは知名度が低く、他の国において高く評価されている。。
彼は16歳の誕生日のわずか2日後の1987年12月30日にオーベルストドルフでワールドカップ初参戦を果たした。ジャンプ週間4戦の最高順位は初戦の54位であった。1989年の1月29日にはシャモニーで2位となり初の表彰台に登り1990年2月16日には地元イタリアのヴァル・ディ・フィエンメで初優勝を飾った。1992年にはチェコスロバキアのハラホフで行われた世界フライング選手権で銅メダルを獲得、1994年のスロベニア、プラニツァで行われた世界フライング選手権でも銅メダルを獲得した。2001年のサマーグランプリ最終戦にあたるオーストリアのシュタムスで行われた大会でも優勝を飾った。2003年シーズンのプラニツァで行われたフライングヒルの大会を最後に引退した。この大会で彼の現役最後のジャンプが行われた後、引退を祝して大会の数分間にわたる中断がなされた。引退後イタリアナショナルチームのコーチとなり、2006年トリノオリンピック、2010年バンクーバーオリンピックでも選手団を指導した。

## その他の成績
- 1992年アルベールビルオリンピック ラージヒル32位、ノーマルヒル37位
- 1994年リレハンメルオリンピック ラージヒル16位、ノーマルヒル19位
- 1998年長野オリンピック ラージヒル22位、ノーマルヒル32位
- 2002年ソルトレークシティオリンピック ノーマルヒル19位、ラージヒル19位
- イタリア選手権通算9勝